# Verchnjaja Borzja
La Verchnjaja Borzja (in russo Верхняя Борзя?) è un fiume dell'Estremo Oriente russo, affluente di sinistra dell'Argun'. Scorre nei rajon Priargunskij e Aleksandrovo-Zavodskij del Territorio della Transbajkalia. 
La sorgente del fiume si trova sul versante sud-orientale dei monti della Nerča. La lunghezza del fiume è di 153 km, l'area del bacino è di 4 040 km². Scorre prevalentemente in direzione sud-orientale e sfocia nell'Argun' a 574 km dalla foce.